# Evropská atletická asociace
Evropská atletická asociace (anglicky European Athletic Association – EAA) je evropské sdružení 51 národních lehkoatletických svazů napojených na světovou asociaci IAAF. Od roku 2009 používá název European Athletics.

## Historie
Evropská asociace vznikla v roce 1933 v Berlíně na zasedání IAAF. Prvním předsedou byl Szilard Stankovits. Po mnohaleté odmlce se podařilo asociaci obnovit roku 1969 na půdě zasedání IAAF v Bukurešti. První samostatný kongres EAA se podařilo zorganizovat 7. listopadu 1970 v Paříži. Jejím předsedou se stal Adrian Paulen (Nizozemí).
V roce 1999 se do čela EAA dostal Švýcar Hansjörg Wirz. Roku 2009 byla asociace přejmenována na European Athletics. Jedním ze tří místopředsedů byl v roce 2011 zvolen Karel Pilný z Česka. Wirz, který byl zvolen roku 2011 na čtvrté funkční období, byl v roce 2015 vystřídán Sveinem Arne Hansenem z Norska.

## Prezidenti EAA
| Jméno             | Stát               | Doba v úřadu  |
| ----------------- | ------------------ | ------------- |
| Adriaan Paulen    | Nizozemsko         | 1969 až 1976  |
| Arthur Gold       | Spojené království | 1976 až 1987  |
| Carl-Olaf Homen   | Finsko             | 1987 až 1999  |
| Hansjörg Wirz     | Švýcarsko          | 1999 až 2015  |
| Svein Arne Hansen | Norsko             | 2015 až dosud |

## Členství
Do asociace je začleněno 51 národních atletických svazů a federací. Posledním přijatým členem bylo v roce 2015 Kosovo. Česko zastupuje od roku 1993 Český atletický svaz.

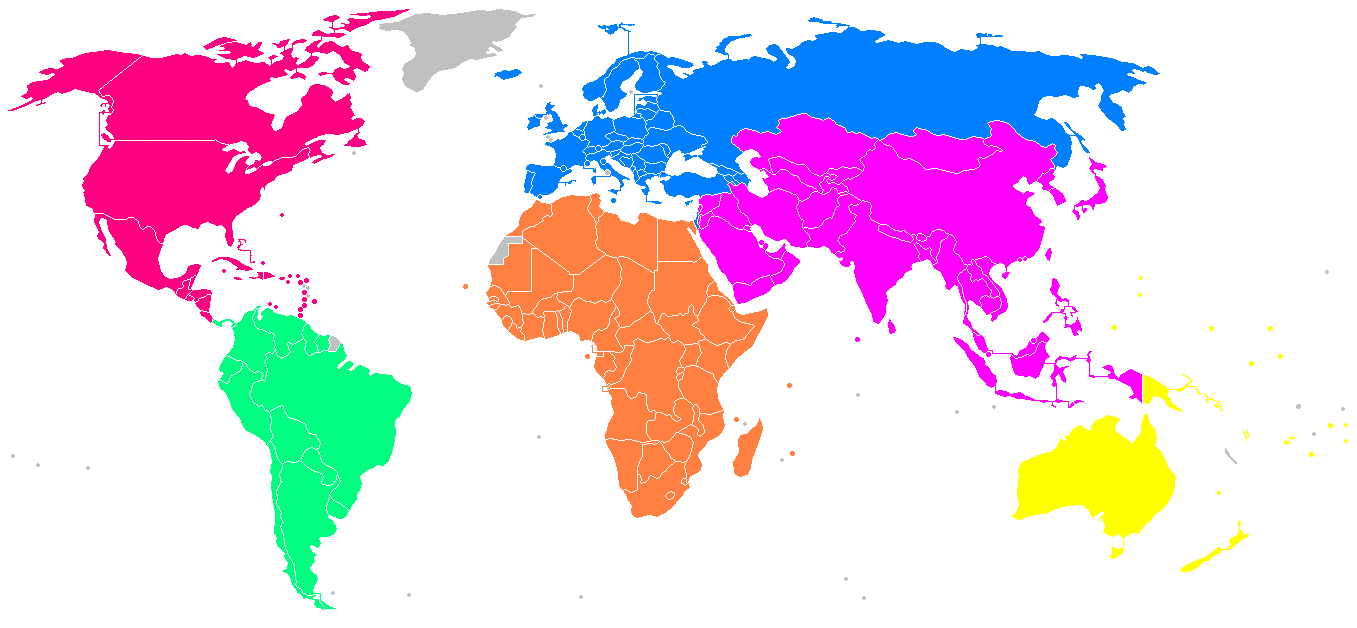
Mapa se šesti kontinentálními členskými federacemi, EAA je modře

## Organizované soutěže
EAA je hlavním pořadatelem řady lehkoatletických soutěží, zejména
- Mistrovství Evropy v atletice
- Halové mistrovství Evropy v atletice
- Mistrovství Evropy juniorů v atletice
- Mistrovství Evropy v atletice do 23 let
- Mistrovství Evropy v atletice do 17 let
- Mistrovství Evropy v přespolním běhu
- Mistrovství Evropy družstev v atletice